# Metroul din Tbilisi
Metroul din Tbilisi  (în limba rusă: Тбилисский метрополитен) —  a fost inaugurat la 11 ianuarie 1966.  